# Самикао
Самикао (груз. სამიქაო) — село в Грузии, на территории Абашского муниципалитета края (мхаре) Самегрело-Верхняя Сванетия.

## География
Село находится в западной части Грузии, на правом берегу реки Цхенисцкали, на расстоянии приблизительно 7 километров (по прямой) к северо-востоку от города Абаша, административного центра муниципалитета. Абсолютная высота — 58 метров над уровнем моря.

## Население
По результатам официальной переписи населения 2014 года в Самикао проживало 549 человек (271 мужчина и 278 женщин). В национальном составе грузины составляли 99,3 %.
| Год  | Население, человек |
| ---- | ------------------ |
| 2002 | 726                |
| 2014 | ↘ 549              |